# Enzo Martissa
Enzo Martissa (Monfalcone, 16 agosto 1913 – Rimini, 15 luglio 1951) è stato un aviatore e militare italiano, decorato di tre Medaglie d'argento al valor militare e della Croce al merito di guerra durante il corso della seconda guerra mondiale, dove abbatté anche tre aerei nemici e rimase gravemente ferito ad una gamba. Dopo la fine del conflitto entrò nell'Aeronautica militare dove divenne uno dei piloti acrobatici più apprezzati del 51º Stormo, esibendosi in tutta Europa.

## Biografia
Nacque a Monfalcone il 16 agosto 1913, e dopo aver trascorso numerosi anni con la famiglia a Padova, nel corso del 1933 al seguito del padre Riccardo, di professione farmacista, si stabilì a Conselve.
Al termine degli studi liceali si arruolò nella Regia Aeronautica, conseguendo successivamente il brevetto di pilota osservatore presso la Scuola di volo di Littoria. Divenuto sergente pilota fu assegnato alla 1ª Squadriglia ricognizione aerea, dotata di velivoli Caproni Ca.100, e poi passò in forza alla 188ª Squadriglia ricognizione marittima di stanza a Pola, conseguendo l’abilitazione al pilotaggio di velivoli Savoia-Marchetti S.59B e Breda Ba.15.
In seguito a d un concorso interno venne ammesso a frequentare la Regia Accademia Aeronautica di Caserta, Corso Orione, divenendo Allievo ufficiale pilota. Uscito dall’Accademia il 1º ottobre 1936 con il grado di sottotenente in servizio permanente effettivo, nell’agosto del 1938 entrò in servizio presso il 2º Stormo Caccia Terrestre, partecipando a un ciclo operativo in Africa Settentrionale Italiana dove volò su velivoli Fiat C.R.30 e Breda Ba.65 Nibbio. Il 1 novembre dello stesso anno entrò in servizio presso la 96ª Squadriglia del 9º Gruppo Caccia.
Distintosi per le sue qualità di aviatore, nel gennaio 1939 è assegnato alla 1ª Squadriglia sperimentale di Guidonia-Montecelio, al comando del maggiore Mario Bonzano, equipaggiata con gli ancora sperimentali caccia Fiat G.50 Freccia. Nel febbraio successivo partì volontario per combattere nella guerra di Spagna. Il suo reparto si posizionò sull’aeroporto di Escalona Almorox  e compì missioni di scorta ai Fiat C.R.32 dell’Aviazione Legionaria, impegnati nelle fasi finali del conflitto. In seguito ad un incidente durante un atterraggio di emergenza compiuto a carrello di atterraggio retratto, compiuto sul letto secco del fiume Alberche, rimane ferito al viso e deve rientrare in Italia per la convalescenza. Ripreso servizio presso il Centro Sperimentale di Guidonia, all’atto dell’entrata in guerra del Regno d'Italia, avvenuta il 10 giugno 1940, è trasferito presso il 4º Stormo Caccia Terrestre dell'Aeroporto di Gorizia, e partì immediatamente per un ciclo operativo in A.S.I. in forzo alla 91ª Squadriglia, 10º Gruppo, allora equipaggiato con i caccia Fiat C.R.42 Falco. L'8 agosto, dopo aver gravemente danneggiato un caccia Gloster Gladiator, rimase gravemente ferito a una gamba durante un furioso combattimento, e dovette effettuare un atterraggio di emergenza. Immobilizzato vicino al relitto del suo aereo, venne ritrovato il giorno dopo da una pattuglia di bersaglieri motociclisti della 22ª Compagnia della Divisione CC.NN. 3 gennaio e recuperato da un aereo da trasporto Caproni Ca.133. Ricoverato dapprima all’ospedale militare della Regia Marina di Tobruk fu rimpatriato a bordo della nave ospedale Gradisca per venire nuovamente ricoverato all’Ospedale ortopedico Rizzoli di Bologna. Durante la sua permanenza in città conobbe la signorina Mimma, che sposò il 2 febbraio 1941, e poi la coppia si spostò presso l’Istituto Elioterapico Codivilla di Cortina d'Ampezzo dove egli continuò la riabilitazione. Nell’estate dello stesso anno rientrò in servizio attivo presso il 4º stormo di Gorizia, assumendo il comando della 96ª Squadriglia. Conseguì l’abilitazione al pilotaggio dei nuovi monoplani Aermacchi C.200 Saetta e C.202 Folgore, e nell’agosto 1942 fu assegnato al 1º Gruppo complementare Caccia Terrestre dove si dedicò all’addestramento al combattimento dei piloti usciti dalle Scuole di volo di primo periodo.
L’8 settembre 1943, data della firma dell’armistizio con gli alleati, si trovava ricoverato presso l’Istituto Rizzoli di Bologna, e in risposta all’appello lanciato dal colonnello Ernesto Botto si arruolò nell’Aeronautica Nazionale Repubblicana, ma non svolse alcuna attività di volo, costretto sempre a numerosi ricoveri per la ferita riportata nel 1940.
Dopo la fine del conflitto, nell’ottobre 1948 fu ammesso in servizio nell’Aeronautica militare con il grado di capitano, assegnato al comando della 386ª Squadriglia, 21º Gruppo “Tigre”, 51º Stormo Caccia Terrestre di stanza sull’aeroporto di Treviso-Sant'Angelo, allora equipaggiata con i nuovi addestratori Ambrosini S.7. In breve tempo si distinse come eccezionale pilota acrobatico, partecipando a numerose manifestazioni acrobatiche in tutta Europa. Dopo aver frequentato i corsi presso la Scuola di guerra aerea di Firenze fu promosso maggiore, ma il 15 luglio 1951 perse la vita in un incidente aereo accaduto durante la Giornata dell'Ala tenutasi sull'aeroporto di Rimini-Miramare. Mentre si trovava in vacanza a Rimini chiese, ed ottenne, di esibirsi durante la manifestazione aerea utilizzando il velivolo S.7 assegnato al colonnello Giulio Cesare Graziani. Dopo aver eseguito il programma, comprensivo del suo famoso looping rovesciato, in fase di uscita da quest’ultimo non riuscì a riprendere quota e l’aereo urtò il terreno mentre si trovava ancora rovesciato incendiandosi.

### Annotazioni
1. ↑  Riccardo Martissa gestì per molti anni la farmacia centrale sita in Via Menotti a Conselve.
2. ↑  Tale aeroporto si trovava nella valle del fiume Alberche, 70 km a sud-ovest di Madrid.
3. ↑  Fu tra i primi piloti italiani ad ottenere l'abilitazione al pilotaggio del caccia Messerschmitt Bf.109E.
4. ↑  Il matrimonio avvenne nella Chiesa di San Giacomo Maggiore, e la coppia trascorse la luna di miele a Cortina d’Ampezzo.
5. ↑  Conseguì l’abilitazione al pilotaggio dei caccia Fiat G.55 Centauro, Supermarine Spitfire Mk.IX, North American F-51 e Fiat G.59.

### Fonti
1. ↑  Viola 2013, p. 4.
2. 1 2 3 4 5 6 7 8 9 10 11 12 13 14  Viola 2013, p. 8.
3. 1 2  Gustavsson, Slongo 2013, p. 19.
4. 1 2 3 4  Viola 2013, p. 9.
5. 1 2  Viola 2013, p. 5.
6. 1 2 3  Viola 2013, p. 7.
7. ↑  Gustavsson, Slongo 2013, p. 17.
8. 1 2 3 4 5 6 7 8 9 10  Viola 2013, p. 10.
9. 1 2 3 4  Viola 2013, p. 11.

### Periodici
- Giorgio Viola, Il paradigma del destino, in Aerei nella Storia, n. 89, Parma, West-Ward Edizioni, aprile-maggio 2013,  pp. 4-11.